# アグニの神
『アグニの神』（アグニのかみ）は、芥川龍之介の短編小説。1921年（大正10年）に雑誌『赤い鳥』にて発表された。タイトルの「アグニの神」とは、ヒンドゥー教の火の神「アグニ」のことである。

## 概要

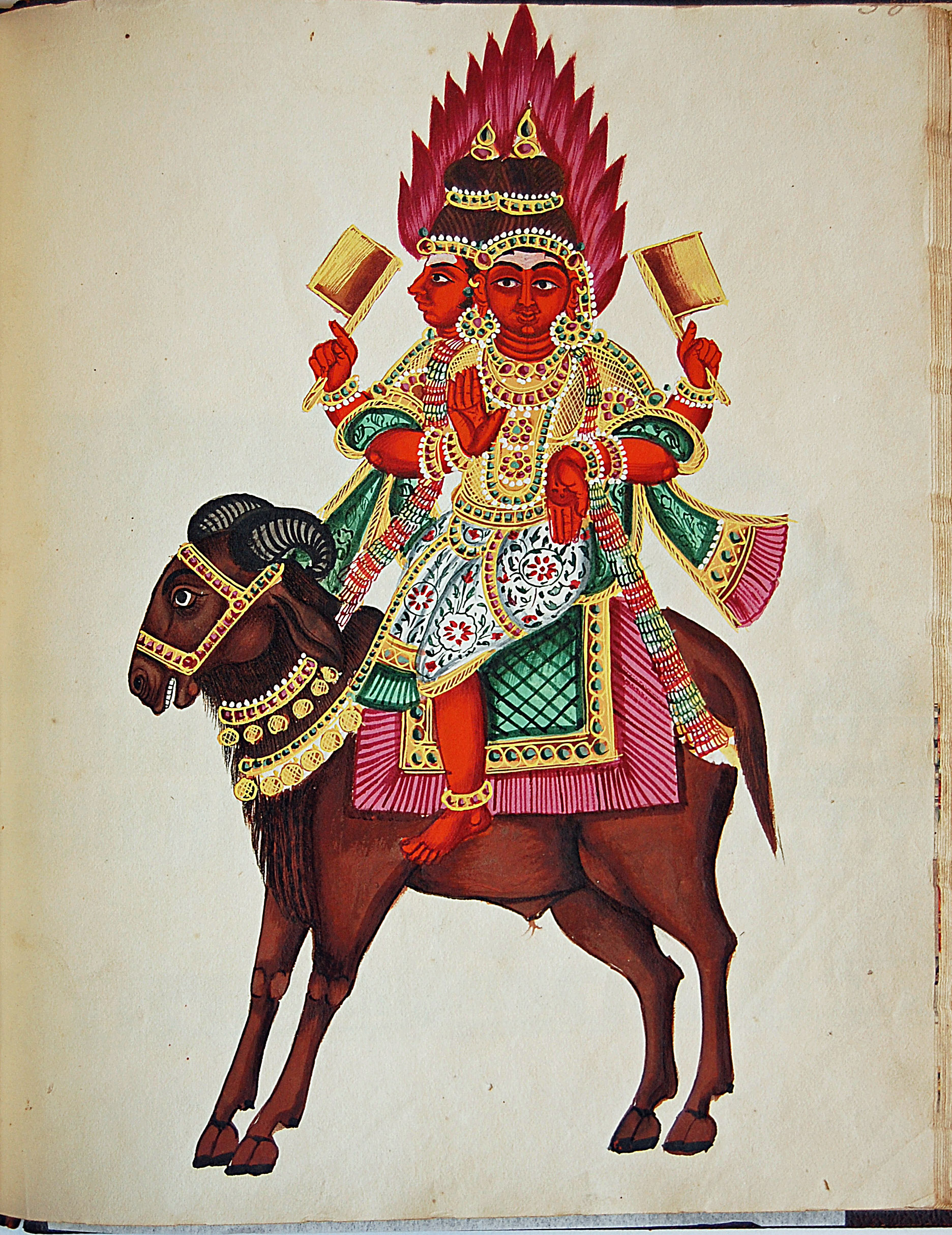
ヒンドゥー教の火の神アグニ

芥川龍之介が『赤い鳥』に掲載した最後の作品。1921年1月号に前篇の「一」から「三」までが、2月号に後篇の「四」から「六」が掲載された。芥川自身の「妖婆」（『中央公論』1919年10月、11月号掲載）を下敷きにしたとされ、『赤い鳥』に発表した他の「蜘蛛の糸」、「魔術」、「杜子春」の3篇には、材源があるのに対して、自身作の改変とはいえ、純粋な創作童話である。
単行本としては『夜来の花』（新潮社、1921年3月14日）、『奇怪な再会』（金星堂、1926年9月）、童話集『三つの宝』（改造社、1928年6月20日）などに収録された。

## あらすじ
上海のある家の2階で、占い師をやっているインド人の老婆が、アメリカ人の商人と話し合っていた。商人は戦争で大儲けをする為に、日米戦争がいつ頃起こるのかを占って欲しいと頼む。始めは渋っていた老婆だが、前金として小切手をもらうと愛想が良くなり、自分にはアグニの神がついているから占いは絶対に外れないと言って引き受ける。商人が帰ると老婆は家にいる一人の少女を呼びつけ、今夜アグニの神にお伺いをたてるなどと話した。
丁度その時、下の通りからその様子を見ている日本人がいた。日本人は名を遠藤といい、行方不明になった香港の日本領事の娘を探していて、2階にいる少女が領事の娘、妙子ではないかと疑う。遠藤は2階に押し入り、少女を返すよう求めるが、一向に聞き入れられない。遠藤はピストルを出して老婆を脅すが、老婆の魔法によってあっけなく追い返されてしまう。
遠藤は下の通りでどうしたものかと考えていたが、家の2階から妙子が書いた手紙が落ちてくる。手紙には、おばあさんはいつも私にアグニの神を乗り移らせて声を聞くから、自分は神に取り憑かれたふりをして自分を父の元に返すよう求めるという計画が書かれていた。
儀式が始まり、遠藤は2階のドアの前に立って盗み聞きをする。神の声が聞こえたが、その内容は少女を父親の元に返せというもので、老婆は妙子に、神に乗り移られたふりをするなと言う。しかし神の声はそれを否定する。怒った老婆はナイフで妙子を殺そうとするが、次の瞬間には自分自身を刺して息絶えた。
ドアを突破した遠藤は、妙子に計画の成功を伝えるが、妙子は自分は眠ってしまっていて計画は失敗したと言う。妙子は死んでいる老婆を見て、遠藤さんが殺したのかと聞くが、遠藤は、殺したのはアグニの神ですと答えた。